# GeForce 200
GeForce 200 Series — десяте покоління графічних процесорів GeForce від NVIDIA представлене у 2008 та яке мала розвиток у 2009 році. Серія є продовженням розвитку архітектури unified shader architecture введеної в GeForce 8 і GeForce 9. Перші карти на нових чипах були представлені 14 червня 2008 року. 

## Технічні характеристики
- Універсальні шейдерні процесори (Vertex shader/Геометричний шейдер/Pixel shader) : Текстурні блоки (Texture mapping unit) : Блоки растеризації (Render Output unit)
- The theoretical shader performance in single-precision floating point operations [FLOPSsp, GFLOPS] of the graphics card with shader count [n] and shader frequency [f, GHz], is estimated by the following: FLOPSsp ≈ f × n × 3.

### GeForse 240

#### Характеристики
- Уніфікована архітектура NVIDIA®: повністю уніфіковане графічне ядро динамічно розподіляє роботу з обробки геометрії, вершинних шейдерів, фізики або зафарбовування пікселів, забезпечуючи чудову графічну потужність.

Архітектура паралельних обчислень NVIDIA CUDA.
Підтримка DirectCompute
- Повна підтримка DirectCompute, API для обчислень на GPU від Microsoft
- Підтримка OpenGL і Microsoft Windows 7

- Уніфікована драйверною архітектура NVIDIA® GeForce® (CUDA)
- Технологія GigaThread®
- Масивна багатопотокова архітектура підтримує тисячі незалежних паралельних потоків, забезпечуючи неймовірну обчислювальну силу та роботу удосконалених програм зафарбовування наступного покоління.
- Рушій NVIDIAB® Lumenex® Технологія 16 кратного згладжування

128-бітове освітлення з широким динамічним діапазоном (HDR) з плаваючою точкою
- Подвоєна в порівнянні з попереднім поколінням точність, тепер з підтримкою згладжування.
- Технологія NVIDIA® PureVideo® HD2.
- Апаратне прискорення декодування:забезпечує ультраплавне відтворення фільмів високої та стандартної чіткості H.264, VC-1, WMV, DivX, MPEG-2 та MPEG-4 без необхідності використання двох або чотирьох ядерного центрального процесора.
- Двопоточне апаратне прискорення.

- Підтримка режиму «картинка-в-картинці» для інтерактивного перегляду фільмів Blu-ray та HD DVD.
- Динамічне підвищення контрасту та розтягування кольору
- Постобробка та оптимізація фільмів високої чіткості сцена за сценою для вражаючої чистоти зображення.
- Виправляйте помилки та відновлюйте втрати в широкомовному контенті для забезпечення чіткого якісного відтворення.
- Просунутий просторово-часової деінтерлейсинг

- Підвищує різкість черезрядкового контенту в HD та стандартному дозволі на прогресивних дисплеях, забезпечуючи чітке, ясне зображення, порівнянне з можливостями просунутих домашніх кінотеатрів.
- Високоякісне масштабування.
- Підвищення дозволу фільмів до HDTV. При цьому зберігається чіткість та ясність зображення. Також зниження дозволу відео, включаючи HD, із збереженням деталей.
- Зворотне телекіно (3:2 & 2:2 корекція).

- Відновлення оригінальних зображень з фільмів, конвертованих у відео (DVDs, 1080i HD контент), точніше відтворення відео та чудову якість зображення.
- Корекція невдалого редагування: При редагуванні відео внесені поправки можуть порушити нормальну розгортку 3:2 або 2:2. Технологія PureVideo використовує просунуті техніки обробки для виявлення невдалих правок, відновлення вихідного контенту та візуалізації чудових деталей зображення кадр за кадром, забезпечуючи плавне натуральне відео.
- Придушення шумів:підвищення якості відео завдяки видаленню небажаних артефактів.
- Поліпшення країв об'єктів:чіткіші зображення у відео завдяки підвищенню контрасту навколо ліній та об'єктів.
- Підтримка Dual-link HDCP3. Підтримки специфікаціям з управління захистом виведення (HDCP) та безпеки для формату Blu-ray для відтворення захищеного відео контенту на HDCP сумісних моніторах.

- Підтримка Dual Dual-link DVI:Працює з роздільною здатністю (до 2560x1600 пікселів) та підтримкою захисту широкосмугових цифрових даних (HDCP).
- Підтримка HDMI:Повністю інтегрована підтримка HDMI з підтримкою xvYCC, глибокого кольору та навколишнього звуку 7.1
- Підтримка PCI Express 2.0:створено для нової архітектури шини PCI Express 2.0
- Підтримка Microsoft® DirectX® 10.1

- DirectX 10.1 з підтримкою шейдерной моделі 4.1. Оптимізація та підтримка OpenGL® 3.0
- Сумісність та продуктивність для OpenGL додатків.

| Модель                      | Рік         | GPU    | Тех. процес (нм) | Транзи- стори (млн шт.) | Площа ядра (мм²) | Ядер | Шина         | Пам'ять min (MiB) | Конфіг. ядра 1 | Частота    | Частота               | Частота        | Fillrate     | Fillrate       | Пам'ять                    | Пам'ять   | Пам'ять           | Підтримка API | Підтримка API | TFLOPs (MADD+MUL) 2 | TDP (Watts) | Примітки                                           |
| Модель                      | Рік         | GPU    | Тех. процес (нм) | Транзи- стори (млн шт.) | Площа ядра (мм²) | Ядер | Шина         | Пам'ять min (MiB) | Конфіг. ядра 1 | Ядро (МГц) | Шейдерний домен (МГц) | Пам'ять (MT/s) | Pixel (GP/s) | Texture (GT/s) | Пропускна здатність (ГБ/с) | DRAM type | Ширина шини (біт) | DirectX       | OpenGL        | TFLOPs (MADD+MUL) 2 | TDP (Watts) | Примітки                                           |
| --------------------------- | ----------- | ------ | ---------------- | ----------------------- | ---------------- | ---- | ------------ | ----------------- | -------------- | ---------- | --------------------- | -------------- | ------------ | -------------- | -------------------------- | --------- | ----------------- | ------------- | ------------- | ------------------- | ----------- | -------------------------------------------------- |
| GeForce GTS 250             | 3 бер 2009  | G92a/b | 65/55            | 754                     | 324/230          | 1    | PCIe x16 2.0 | 512 1024          | 128:64:16      | 738        | 1836                  | 2200           | 11.808       | 47.232         | 70.4                       | GDDR3     | 256               | 10            | 3.1           | 0.71                | 145         | Rebranded 9800 GTX/+.                              |
| GeForce GTX 260             | 26 чер 2008 | G200   | 65               | 1400                    | 576              | 1    | PCIe x16 2.0 | 896               | 192:64:28      | 576        | 1242                  | 1998           | 16.128       | 36.864         | 111.9                      | GDDR3     | 448 32x14         | 10            | 3.1           | 0.72                | 182         | Replaced by GTX 260 Core 216.                      |
| GeForce GTX 260 Core 216    | 16 вер 2008 | G200   | 65               | 1400                    | 576              | 1    | PCIe x16 2.0 | 896               | 216:72:28      | 576        | 1242                  | 1998           | 16.128       | 41.472         | 111.9                      | GDDR3     | 448 32x14         | 10            | 3.1           | 0.81                | 182         | Replaced by GTX 260 Core 216 (55 nm).              |
| GeForce GTX 260 216SP 55 nm | 22 гру 2008 | G200b  | 55               | 1400                    | 470              | 1    | PCIe x16 2.0 | 896               | 216:72:28      | 576        | 1242                  | 1998           | 16.128       | 41.472         | 111.9                      | GDDR3     | 448 32x14         | 10            | 3.1           | 0.81                | 171         |                                                    |
| GeForce GTX 275             | 9 кві 2009  | G200b  | 55               | 1400                    | 470              | 1    | PCIe x16 2.0 | 896               | 240:80:28      | 633        | 1404                  | 2268           | 17.7~18.1?   | 50.6           | 127.0                      | GDDR3     | 448 32x14         | 10            | 3.1           | 1.00                | 219         |                                                    |
| GeForce GTX 280             | 17 чер 2008 | G200   | 65               | 1400                    | 576              | 1    | PCIe x16 2.0 | 1024              | 240:80:32      | 602        | 1296                  | 2214           | 19.264       | 48.16          | 141.7                      | GDDR3     | 512 32x16         | 10            | 3.1           | 0.93                | 236         | Replaced by GTX 285.                               |
| GeForce GTX 285             | 15 січ 2009 | G200b  | 55               | 1400                    | 470              | 1    | PCIe x16 2.0 | 1024 (2048*)      | 240:80:32      | 648        | 1476                  | 2484           | 20.736       | 51.84          | 159.0                      | GDDR3     | 512 32x16         | 10            | 3.1           | 1.06                | 183         | Palit has launched also 2GB versions of this card. |
| GeForce GTX 295             | 8 січ 2009  | G200b  | 55               | 2x 1400                 | 2x 470           | 2    | PCIe x16 2.0 | 2x 896            | 2x 240:80:28   | 576        | 1242                  | 1998           | 2x 16.128    | 2x 46.08       | 2x 111.9                   | GDDR3     | 2x 448 32x14      | 10            | 3.1           | 1.79                | 289         | Dual PCB.                                          |

## Виноски
1. ↑  Anand Lal Shimpi and Derek Wilson (16 вересня 2008). NVIDIA GeForce GTX 260 216SP: Competition for the 4870. AnandTech. Архів оригіналу за 27 червня 2013. Процитовано 16 квітня 2009.
2. ↑  Alexey Stepin and Yaroslav Lyssenko (January 14, 2009). EVGA GeForce GTX 260 Core 216 Superclocked (55nm GPU). X-bit labs. Архів оригіналу за 10 березень 2010. Процитовано 16 квітень 2009. [Архівовано 2010-03-10 у Wayback Machine.]
3. ↑  Nvidia Corporation (4 квітня 2009). NVIDIA GeForce GTX 275. NVIDIA. Архів оригіналу за 27 червня 2013. Процитовано 16 квітня 2009.
4. ↑  XtremeSystems Forums — View Single Post — Next Nvidia card is D10U-30 comes before GT200. Архів оригіналу за 15 липня 2009. Процитовано 16 квітня 2009.
5. ↑  GeForce 9900 GTX (GT200) specs leaked — VR-Zone IT & Lifestyle Forum!. Архів оригіналу за 31 травня 2008. Процитовано 16 квітня 2009. [Архівовано 2008-05-31 у Wayback Machine.]
6. ↑  GeForce GTX 295 & GTX 285 To Launch @ CES 2009. Архів оригіналу за 9 березня 2009. Процитовано 16 квітня 2009. [Архівовано 2009-03-09 у Wayback Machine.]
7. ↑  Nvidia's 40nm GT212 to have 384 SPs GDDR5. Архів оригіналу за 23 січня 2009. Процитовано 16 квітня 2009.